# Верхнесилезская звезда
Верхнесилезская звезда — польская военная награда, установленная в 1921 году для участников Силезских восстаний.

## История
Орден был создан в 1921 году. В отличие от других неофициальных наград, которые создавали повстанческие отряды, (Крест «За Верхнюю Силезию», Силезский плебисцитный крест, знак «За борьбу за Силезию»), Верхнесилезская звезда была признана на государственном уровне с правом ношения на мундире: знак был утвержден в 1925 году приказом Министра по военным делам с формулировкой «как свидетельство признания заслуг в борьбе за вечные права пястовской Силезии».
Капитул награды размещался в Варшаве, затем был перенесен в Катовице. Первоначально его возглавлял Марьян Войткевич, после него Рудольф Корнке. В 1945 году Союз ветеранов Силезских восстаний произвел несколько награждений Верхнесилезскими звездами немного измененной формы.

## Описание награды
Награда представляет собой посеребренную восьмиконечную звезду с наложенной на неё позолоченной четырёхконечной звездой. На звездах размещен крест, покрытый бело-голубой эмалью. На крест наложен посеребренный силезский орел.
Верхнесилезские звезды изготавливали на ряде предприятиях, в том числе на Фабрике металлической галантереи в Сосновце.
Существовало две версии награды: большая и малая. Вместе с наградой вручали диплом и удостоверение.